# Yulia Surikova
Yulia Surikova es una deportista rusa que compite en triatlón y duatlón.
Ganó cuatro medallas en el Campeonato Mundial de Triatlón de Invierno entre los años 2016 y 2020, y cinco medallas en el Campeonato Europeo de Triatlón de Invierno entre los años 2016 y 2020. Además, obtuvo una medalla en el Campeonato Europeo de Duatlón Campo a Través de 2016.

## Palmarés internacional
| Campeonato Mundial | Campeonato Mundial         | Campeonato Mundial | Campeonato Mundial |
| Año                | Lugar                      | Medalla            | Prueba             |
| ------------------ | -------------------------- | ------------------ | ------------------ |
| 2016               | Zeltweg (Austria)          | Medalla de oro     | Individual         |
| 2018               | Cheile Gradistei (Rumania) | Medalla de oro     | Individual         |
| 2019               | Asiago (Italia)            | Medalla de plata   | Individual         |
| 2020               | Asiago (Italia)            | Medalla de bronce  | Individual         |
| Campeonato Europeo |                            |                    |                    |
| Año                | Lugar                      | Medalla            | Prueba             |
| 2016               | Otepää (Estonia)           | Medalla de plata   | Individual         |
| 2017               | Otepää (Estonia)           | Medalla de bronce  | Individual         |
| 2018               | Piano Vetore (Italia)      | Medalla de oro     | Individual         |
| 2019               | Cheile Gradistei (Rumania) | Medalla de plata   | Individual         |
| 2020               | Cheile Gradistei (Rumania) | Medalla de bronce  | Individual         |

| Campeonato Europeo | Campeonato Europeo    | Campeonato Europeo | Campeonato Europeo |
| Año                | Lugar                 | Medalla            | Prueba             |
| ------------------ | --------------------- | ------------------ | ------------------ |
| 2016               | Târgu Mureș (Rumania) | Medalla de bronce  | Individual         |